# Ana María de Huarte y Muñiz

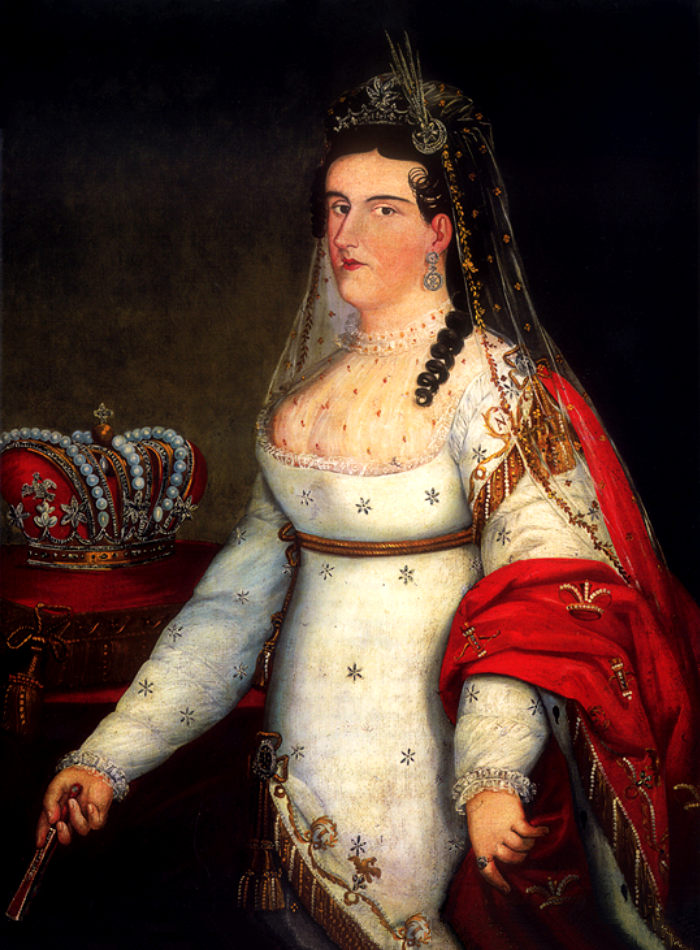
Ana María de Huarte y Muñiz

Ana María de Huarte y Muñiz, född 1786, död 1861 i Philadelphia i USA, var Mexikos kejsarinna från 1822 till 1823, gift med Mexikos president och senare kejsare Agustín de Iturbide.

## Biografi
Ana María de Huarte y Muñiz var dotter till den spanske immigranten Isidro Huarte och den mexikanska adelsdamen Doña Ana Manuela Muñíz y Sánchez de Tagle: hennes mors familj tillhörde de rikaste i Mexiko. Hon beskrivs som vacker, med en madonnalik skönhet som motsvarade tidens ideal, berömdes för sitt uppträdande och ansågs ha musikalisk talang.
År 1805 gifte hon sig med Agustín de Iturbide. Paret fick tio barn. Ana María separerade så småningom från Agustín på grund av hans temperament, spelande och otrohet. Paret försonades av politiska skäl då Augustin blev kejsare, och 21 juli 1822 kröntes de sida vid sida i katedralen i Mexico City.
Ana María de Huarte y Muñiz installerades sedan som kejsarinna med ett antal hovdamer och sina barn, försedda med sin uppvaktning, i ett palats i staden. Hon ska ha tröstat sig över sitt olyckliga äktenskap genom att ägna sig åt sina barn. Under statskuppen mot Augustin 1823 gömde hon sig med barnen i ett kloster, och följde sedan maken i exil till först Toscana och sedan London. Hon följde med Augustin vid hans återkomst till Mexiko år 1824, där han dödades.
Ana María de Huarte y Muñiz fick tillstånd att lämna Mexiko och tillerkändes en pension för en kejsarinna. Hon bosatte sig sedan i USA.